# Bois de Vincennes

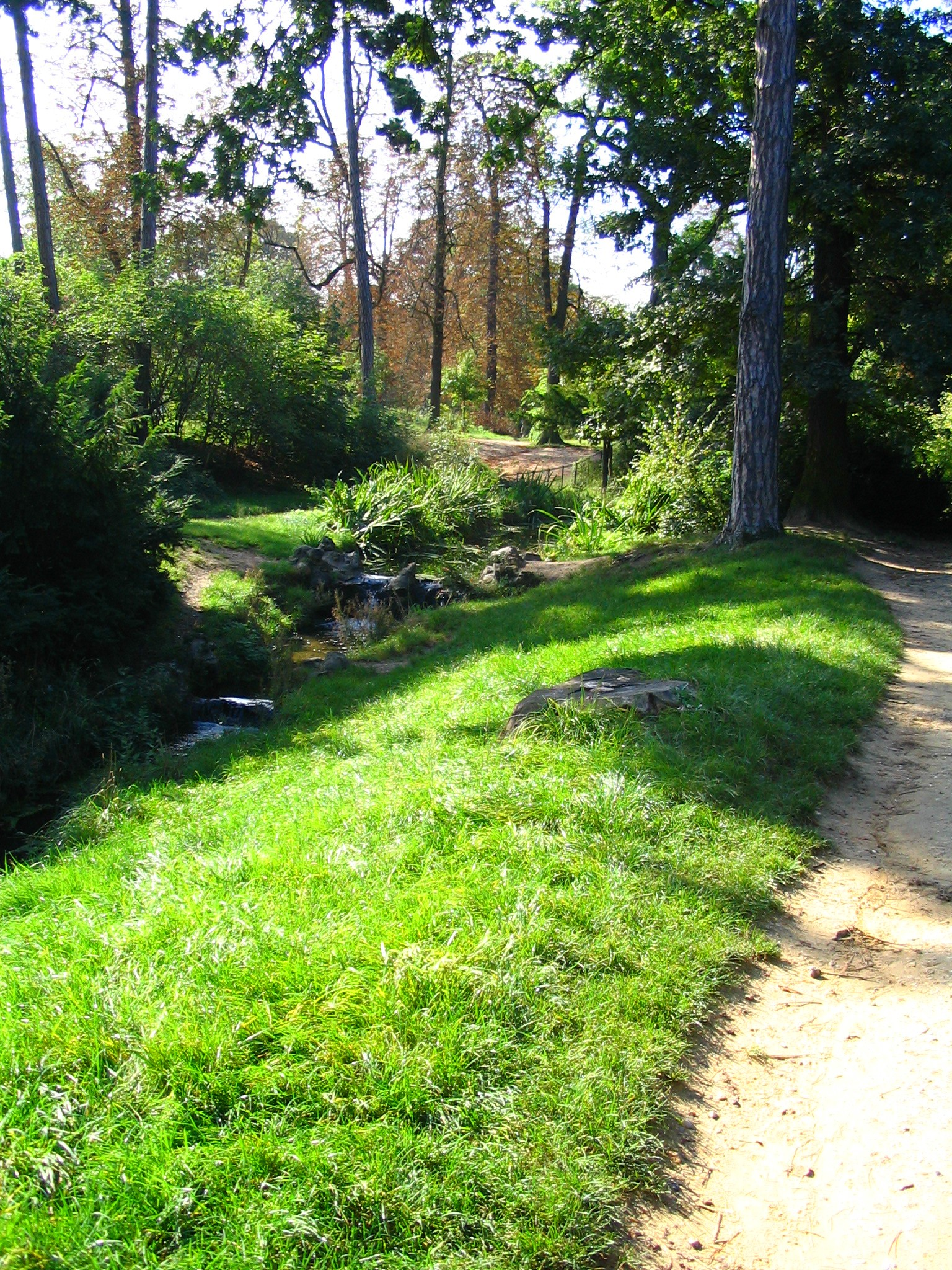
Un camí del bosc de Vincennes.

El bois de Vincennes (bosc de Vincennes) és un parc situat a l'est de París, a França. Contràriament al que es podria pensar, no pren el seu nom de la ciutat de Vincennes situada al seu límit nord. És en realitat aquesta localitat que ha pres el nom del parc en el moment de la seva constitució en municipi després de la Revolució Francesa.
Amb una superfície de 995 hectàrees, el bosc de Vincennes és el major espai verd parisenc.

## Història

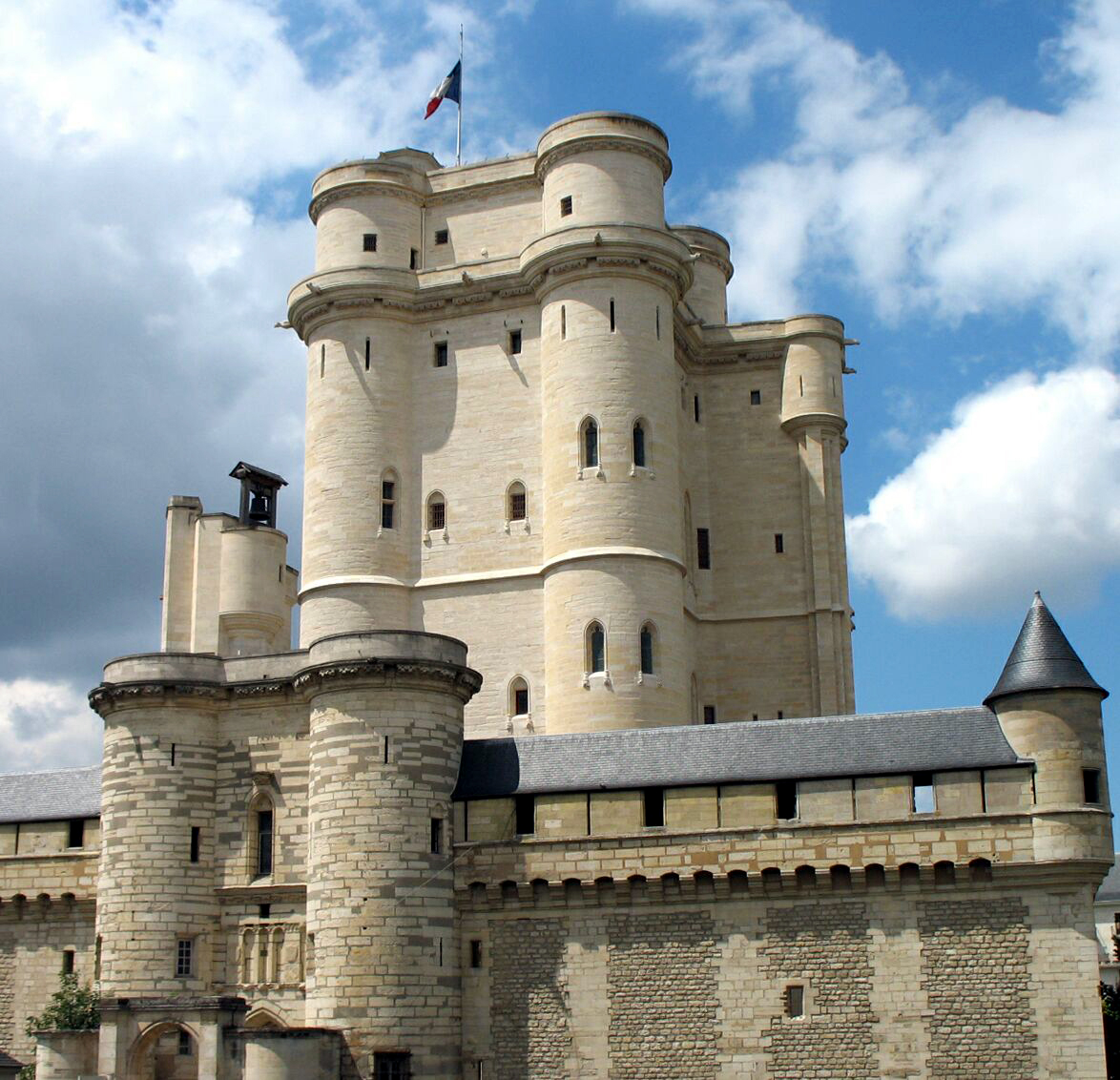
Torrassa del Château de Vincennes

Quan Hug I de França fixa la seva residència a l'Île de la Cité, aquest bosc prop de la confluència del Marne i del Sena, esdevé el seu terreny de caça. Restarà un terreny de caça per a l'ús exclusiu dels reis de França. Amb Felip II de França, va ser clos per una tanca de dotze quilòmetres. Diversos casals reials van ser construïts a la vora (entre els quals trobem el Château de Vincennes), abans que el bosc fos condicionat pel passeig per Lluís XV de França. Segons la llegenda, és en aquest bosc que Lluís IX de França era conegut per fer justícia sota un roure.
Després de la Revolució Francesa, del bosc se'n fa una zona d'entrenament militar. L'exèrcit agafa 166 hectàrees i hi construeix diversos edificis: polígon de tir, fàbrica de cartutxos, casernes...
El bosc de Vincennes va ser condicionat, per ordre de Napoleó III, entre 1855 i 1866, per Jean-Charles Alphand, enginyer, i Jean-Pierre Barillet-Deschamps arquitecte. Era destinat a fer-se el contrapunt del bois de Boulogne, situat a l'oest de París, i a oferir, «un vast parc a les poblacions treballadores l'Est parisenc». Va ser dissenyat a l'estil dels jardins anglesos amb la plantació de diverses espècies d'arbres i la construcció d'una xarxa de llacs i de rius. Completava, amb el parc des Buttes-Chaumont i el parc Montsouris la xarxa dels parcs previstos per Alphand als quatre punts cardinals de la capital.
El bosc es va omplir d'edificis pintorescos: ponts, cascades artificials, quioscs i restaurants. Alphand va tenir la idea de fer les concessions per a l'explotació comercial, els compradors comprometent-se a finançar les construccions. Aquest mètode innovador provoca l'aparició dels chalets-restaurants de la Porte Jaune, del lac de Saint-Mandé o del lac de Gravelle.
La majoria de les proves dels Jocs Olímpics d'Estiu de 1900 es van disputar al bosc de Vincennes, que va ser oficialment incorporat a París el 1929, així com el castell que va tornar el 1934 al terme municipal de Vincennes. L'Exposició colonial de 1931 inaugurada el 6 de maig de 1931 va ser en part edificada al bosc de Vincennes i va permetre sobretot la construcció del Palais de la Porte Dorée i del zoo de Vincennes.
Des de fa unes desenes d'anys, nombroses carreteres han estat tancades a la circulació amb automòbil i serveixen de passeig per a vianants i ciclistes.

### La xarxa hidràulica i els llacs

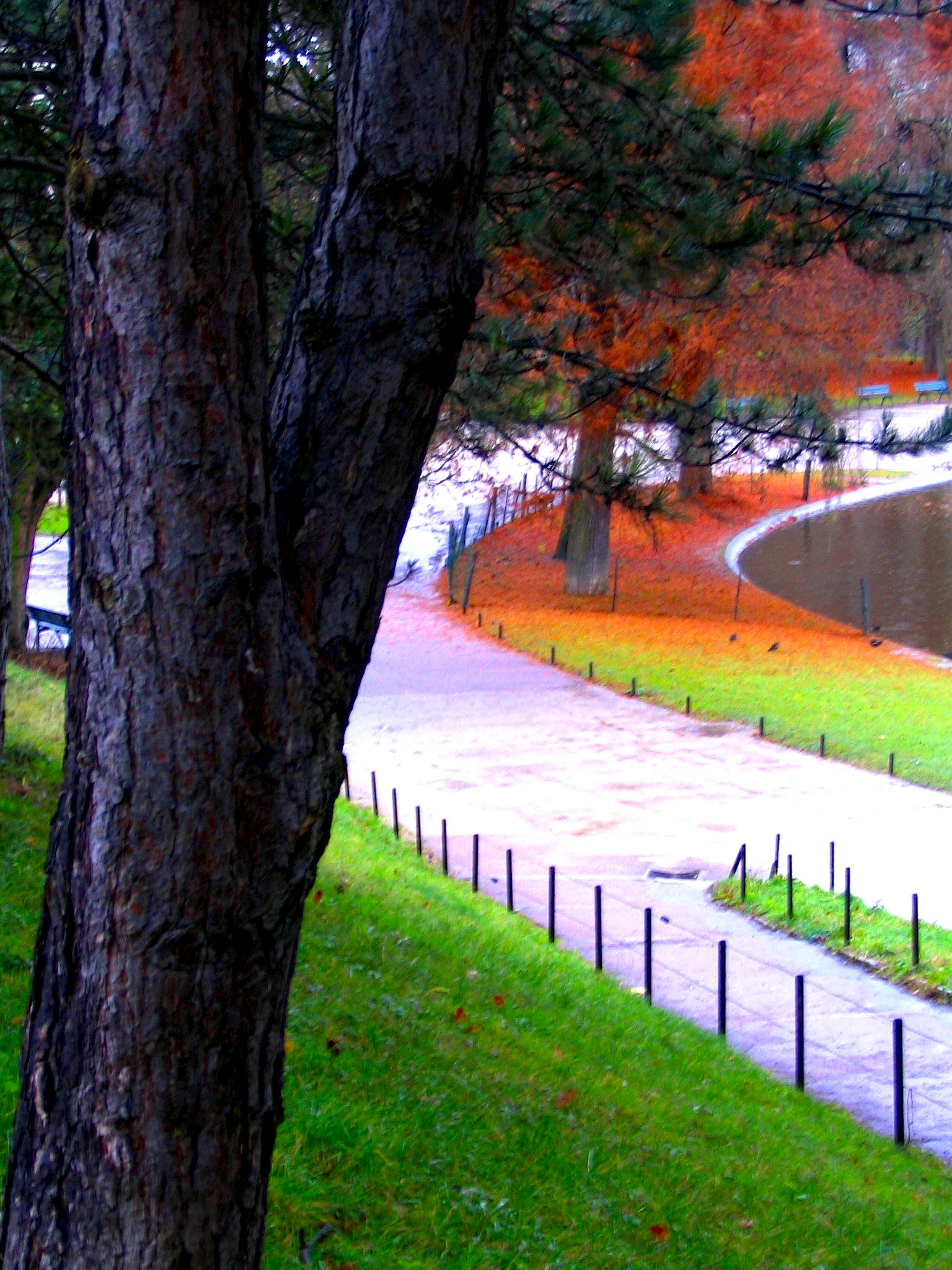
El lac de Saint-Mandé.

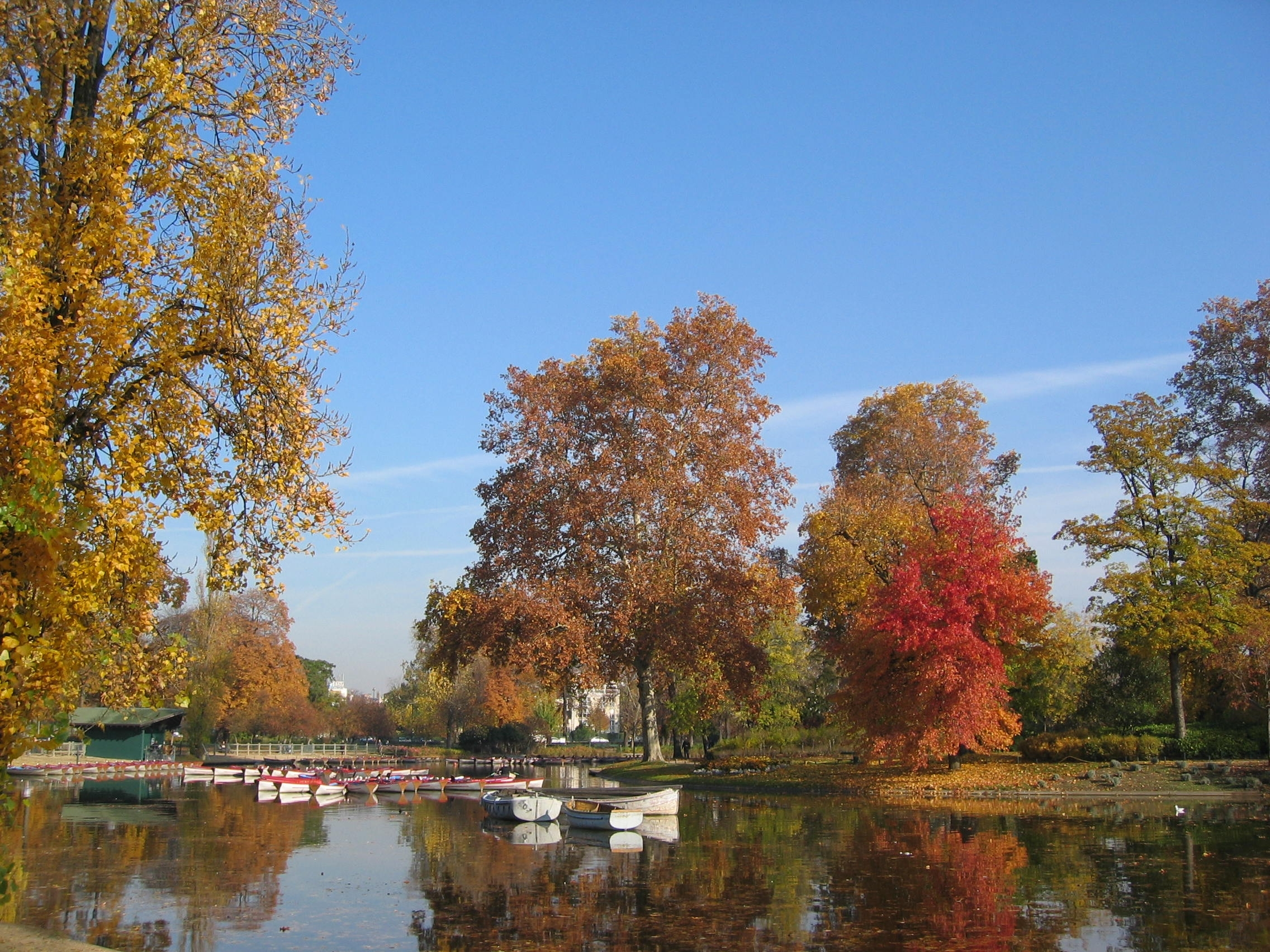
El lac Daumesnil a la tardor

Establert sobre una placa sorrenca, el bosc no tenia a l'origen cap xarxa hidràulica. Alphand va fer cavar el lac de Gravelle sobre el punt més elevat de la placa per tal d'irrigar tots els altres llacs (a excepció del lac de Saint-Mandé).
El llac de Gravelle va ser de manera inicial alimentat per les aigües del Marne, 35m més avall, gràcies a una estació de bombament impulsada pel riu. Les seves poderoses bombes hidràuliques proveïen de 35000m³ d'aigua. El llac és actualment alimentat pel Sena a través de la fàbrica de bombament d'Austerlitz.
El fons de la xarxa de rierols i rius dissenyada per Alphand va ser cobert de marga per assegurar l'estanquitat de les obres. Al segle xx, el fons del conjunt de la xarxa va ser cimentat.

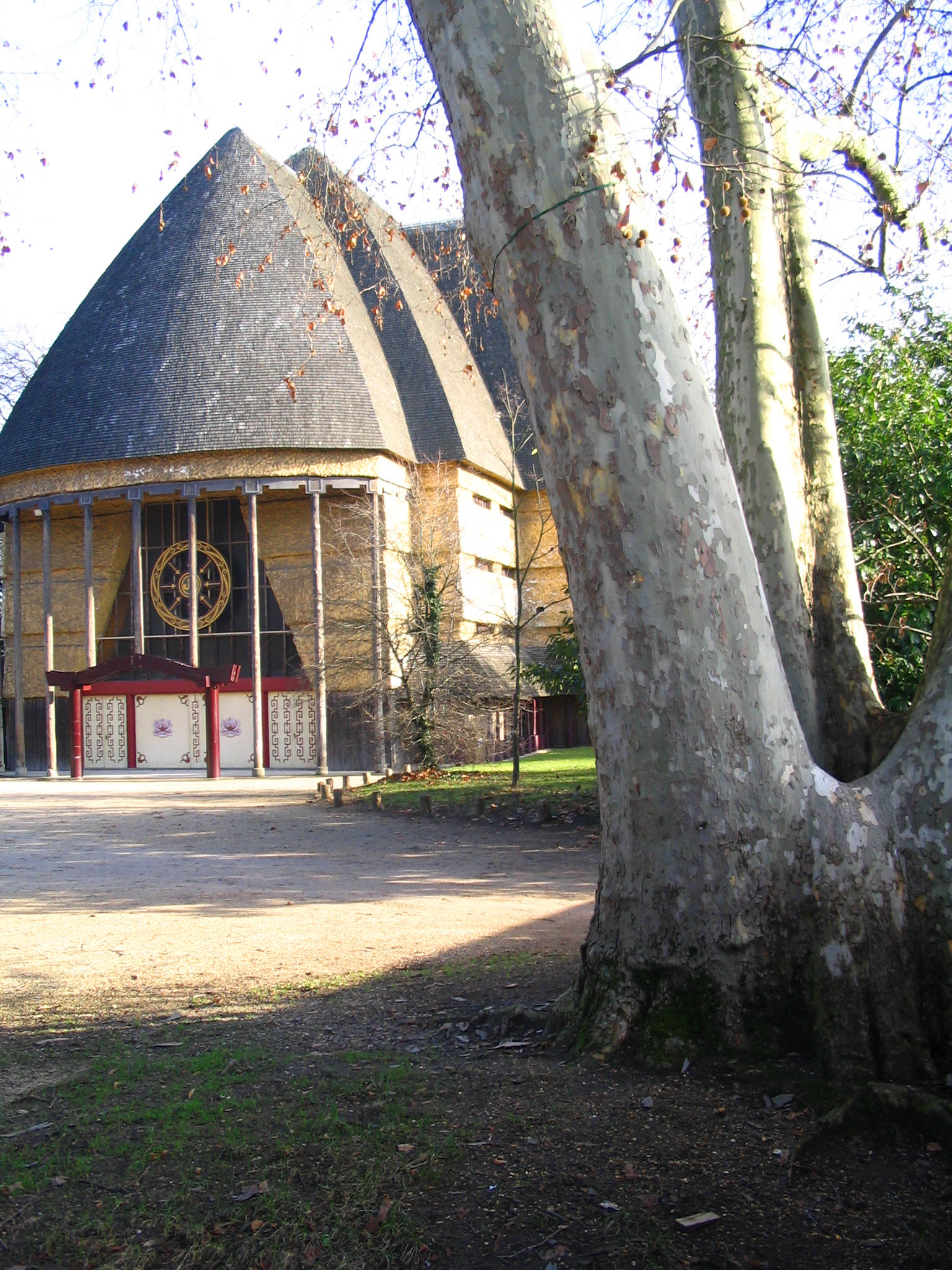
La pagode de Vincennes al lac Daumesnil.

El bosc de Vincennes té quatre llacs alimentats per la xarxa dels rius :
- El lac de Gravelle, situat cap al sud-est, serveix de reserva per als altres llacs.
- El lac des Minimes, cap al nord-est, disposa de tres illes.
- El lac de Saint-Mandé, cap al nord-oest.
- El lac Daumesnil, el més gran, és situat a l'extrem oest del bosc. Hi ha d'altra banda de dues illes, l'île de Reuilly i l'île de Bercy, accessibles per ponts. Prop de les ribes del llac Daumesnil es troba la Pagoda de Vincennes i el Temple budista tibetà de Kagyu-Dzong.

## Una gestió complexa

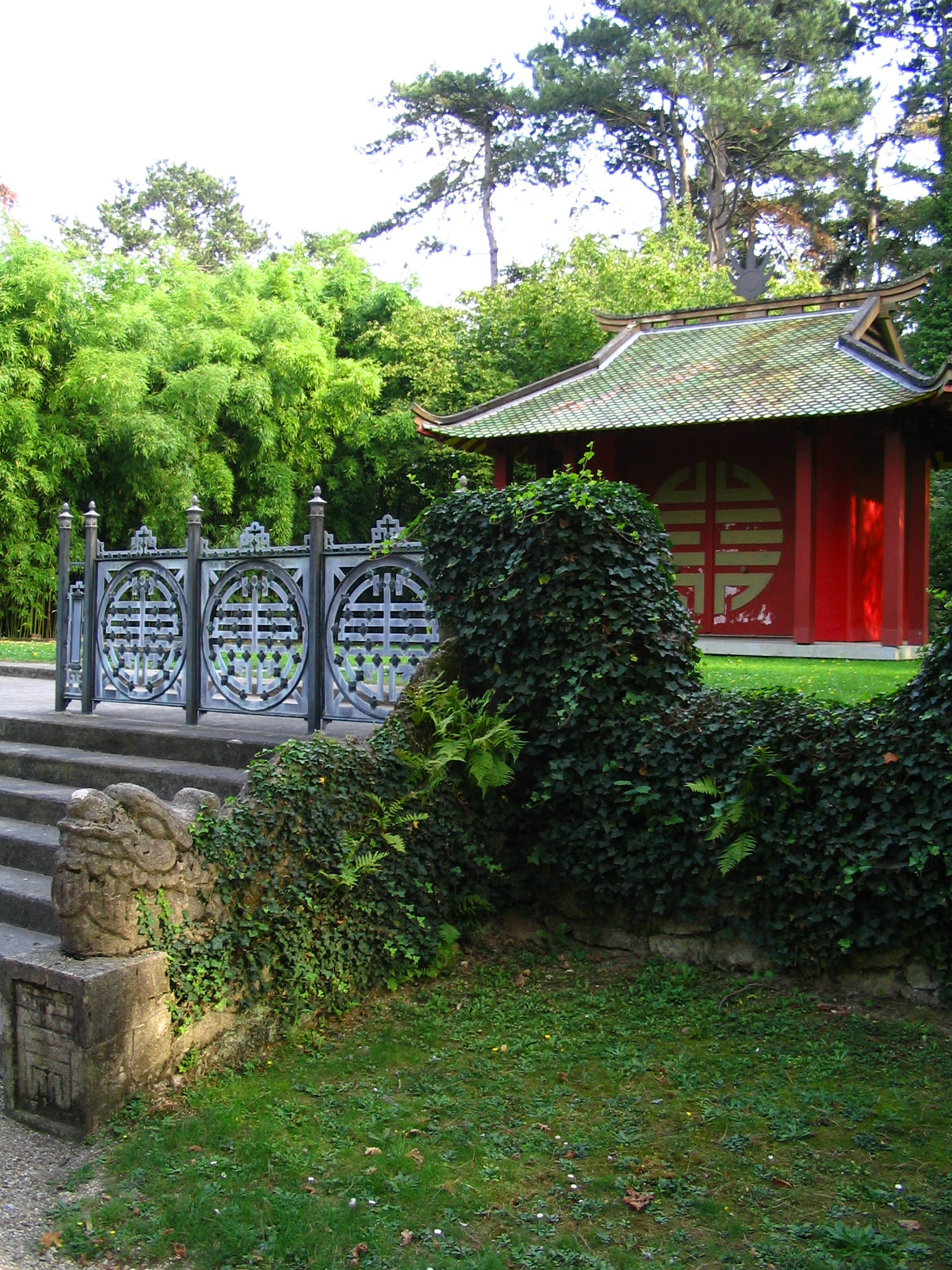
El Jardin Tropical de Paris, esplanada del Dhin.

- Com el bois de Boulogne a l'Oest, el bosc de Vincennes no és considerat com a part de París intra-murs, estant completament compost de terrenys públics sense població permanent (tret d'alguns guàrdies). Administrativament, forma part del 12è arrondissement de París.

- La seva pertinença a París i el veïnatge amb set municipis del Val-de-Marne engendra conflictes d'interessos referint-se a l'ús, la policia o el manteniment del bosc. Malgrat la pressió de les ciutats veïnes, París es nega a una cogestió de l'àmbit. Desitja conservar el bosc com a reserva territorial per a eventuals equipamentss, com a zona lliure exterior al seu territori sobre la qual instal·lar les manifestacions temporals com poden ser fires, circs... o les poblacions molestes (prostitució, concentracions motociclistes, SDF).

### Equipaments

Bois de Vincennes

Diverses instal·lacions utilitzen l'espai del bosc de Vincennes :
- el camp de curses de l'hippodrome de Vincennes.
- el centre eqüestre de l'UCPA.
- el château de Vincennes accés per l'estació de metro château de Vincennes.
- el Fort de Vincennes que acull diversos organismes dels Exèrcits.
- l'école du Breuil.
- la ferme Georges-Ville.
- l'Institut national des sports et de l'éducation physique (INSEP).
- el jardin tropical, creat per a l'exposició colonial de 1907.
- el parc floral de París.
- el parc zoologique de Vincennes.
- el redoute de Gravelle.
- el temple budista, a la vora del llac Daumesnil, als antics pavellons del Camerun i del Togo de l'exposició colonial.
- La Cartoucherie de Vincennes reagrupant vuit teatres o tallers de creació artística com el Théâtre du Soleil d'Ariane Mnouchkine.
- el vélodrome Jacques-Anquetil anomenat la Cipale.

A la primavera, el bosc acull igualment la foire du Trône sobre la gespa de Reuilly, situada al seu límit Oest.

### Vies
El bosc de Vincennes és travessat per diversos eixos de carretera. Durant el darrer decenni, diverses vies s'han fet inaccessibles als vehicles motoritzats i reservades a les circulacions dolces (ciclistes, cavallers i vianants). Un nou conjunt de vies fou tancat a la circulació per raons de seguretat de resultes de la tempesta de desembre de 1999. Aquesta prohibició temporal s'ha fet més tard definitiva.

## Galeria d'imatges

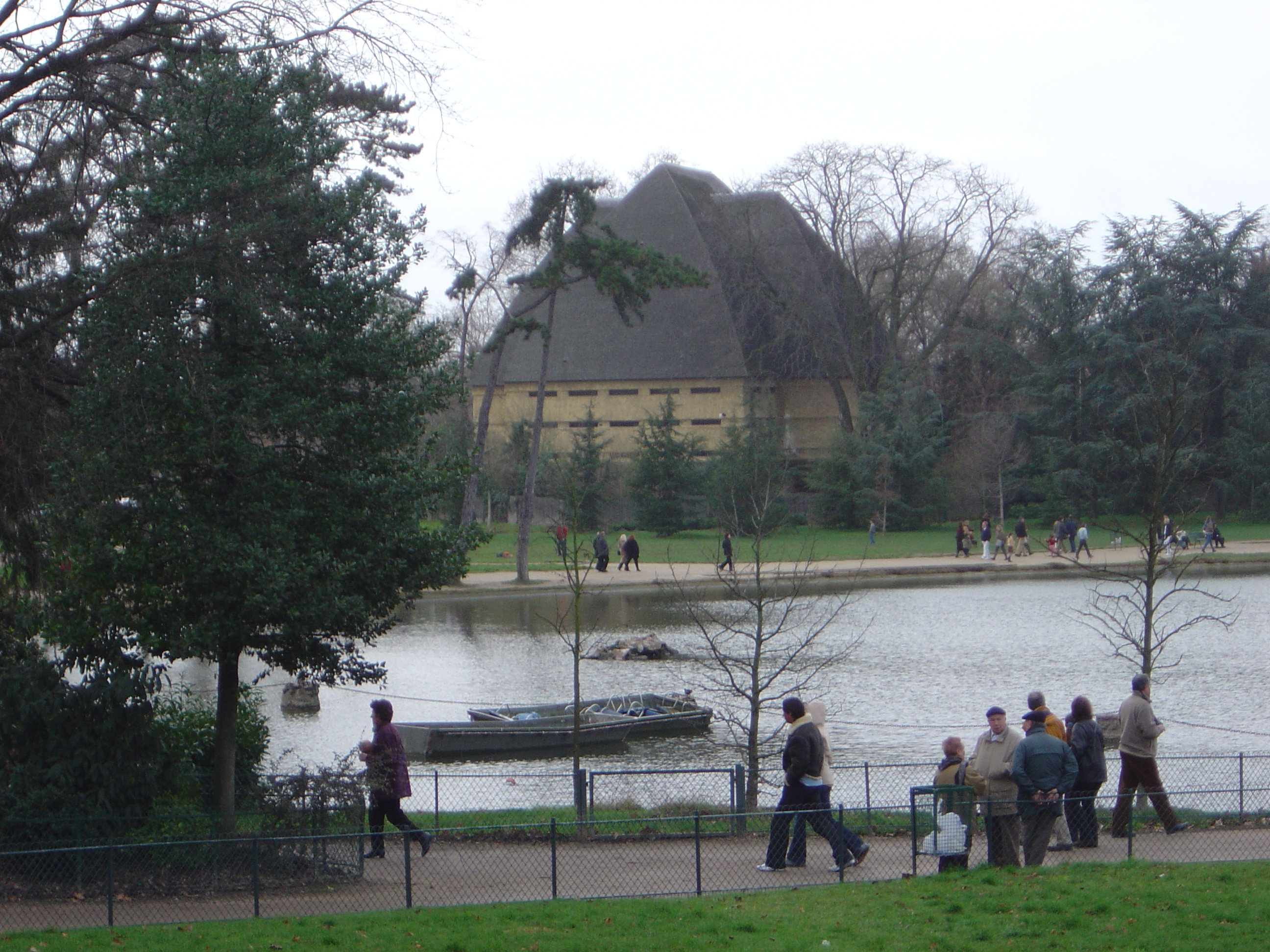
El Temple budista de la Pagode de Vincennes a la vora del lac Daumesnil.
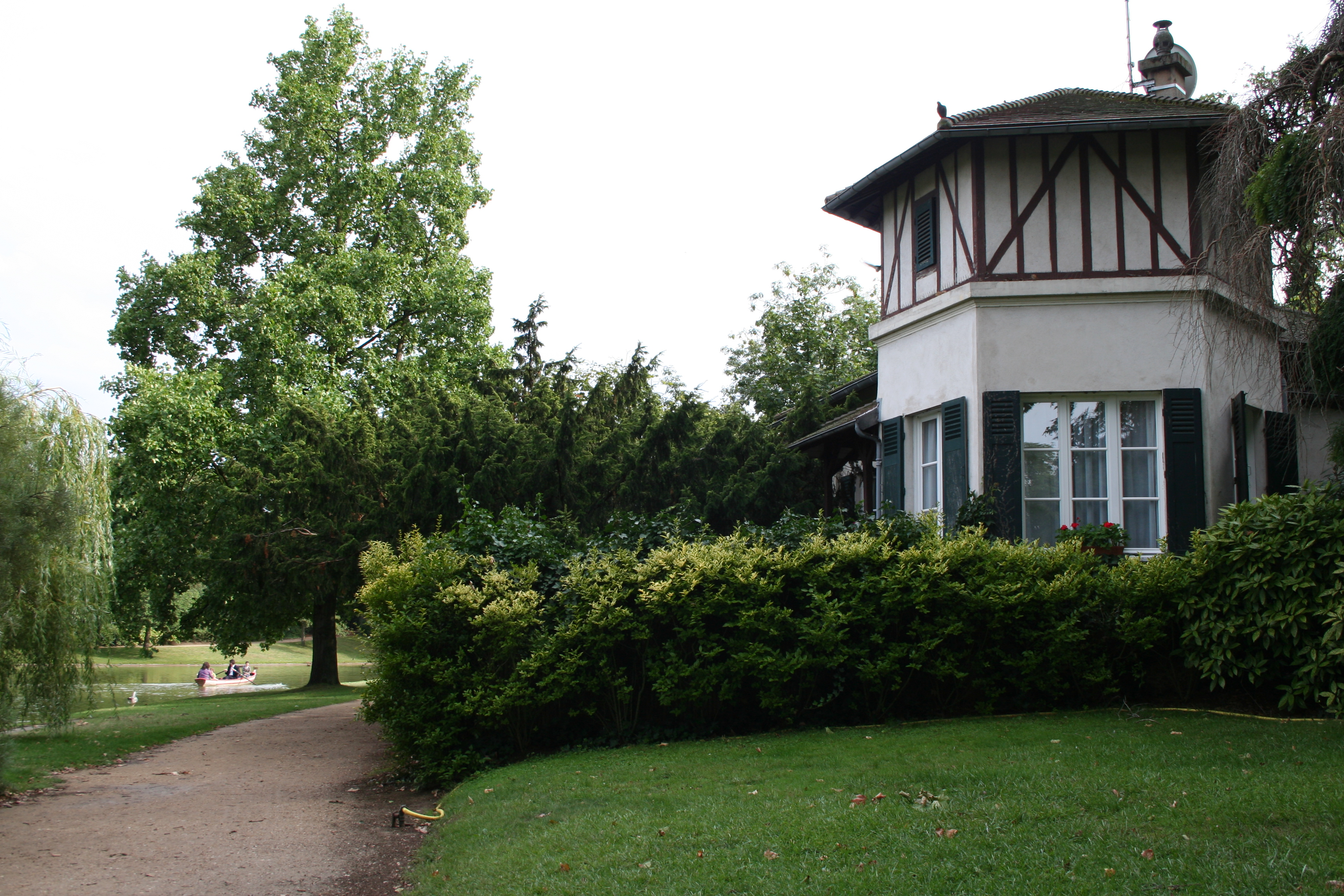
Illa del Llac Daumesnil.
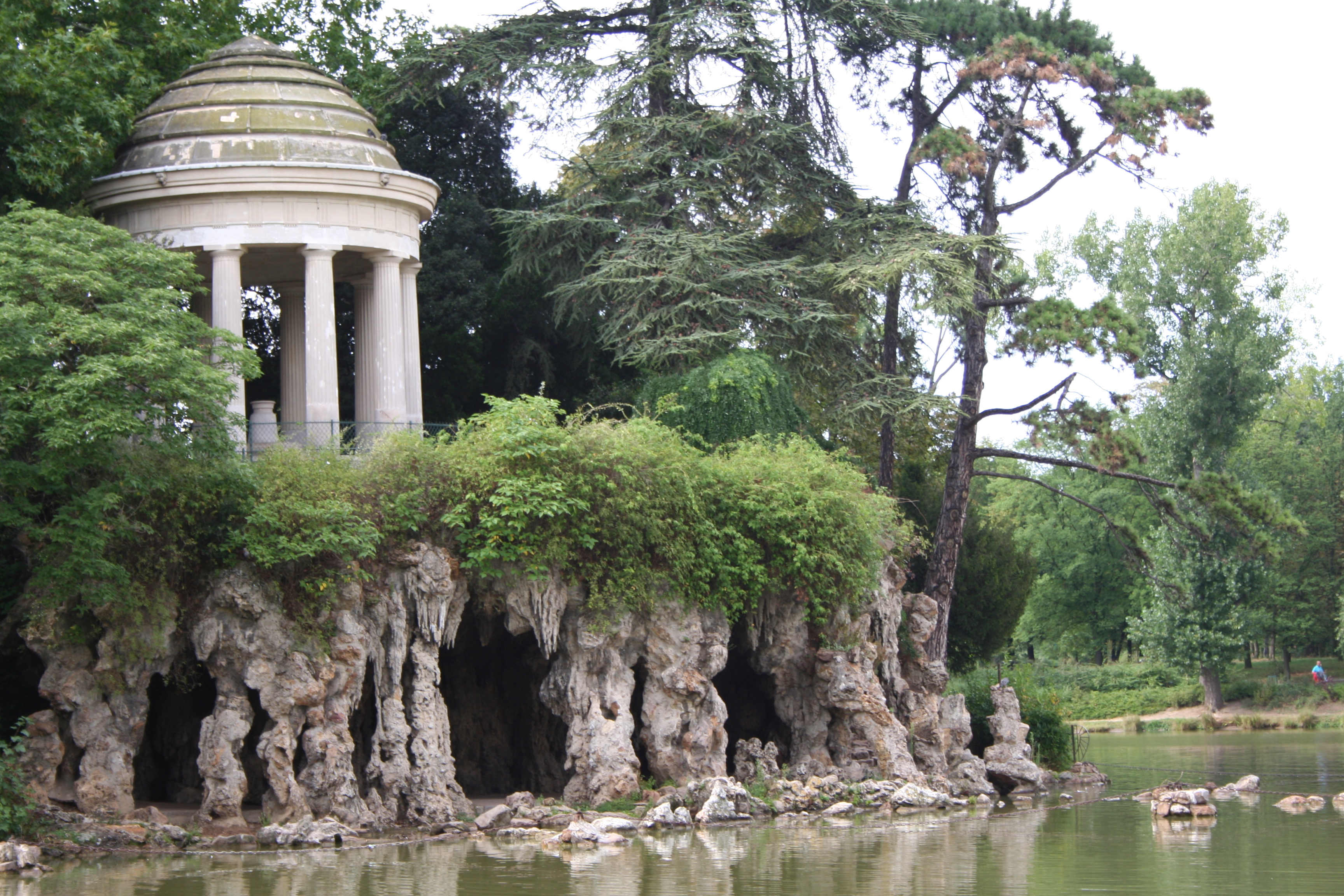
Construcció al Llac Daumesnil.

## Municipis veïns
Diversos municipis estan situats al perímetre del bosc de Vincennes. Començant pel Nord-oest del parc i en el sentit de les agulles del rellotge, es troben :
- Saint-Mandé
- Vincennes
- Fontenay-sous-Bois
- Nogent-sur-Marne
- Joinville-le-Pont
- Saint-Maurice
- Charenton-le-Pont